# Epifiza
Epifiza ili pinealna žlezda (lat. glandula pinealis) je mala endokrina žlezda smeštena na bazi mozga, između moždanih hemisfera. Kod čoveka, ova žlezda je veličine zrna pšenice. Oblik žlezde podseća na borovu šišarku, po kojoj je i dobila ime. Epifiza luči melatonin - hormon koji reguliše budnost i spavanje. Kod životinja, melotonin je zadužen za funkciju polnog nagona, ponašanje, rast krzna, kamuflažu i zimski san. Glavne ćelije u epifizi koje luče hormon se zovu pinealociti.

## Spoljašnje veze
-{
- Histology at BU: Endocrine System: pineal gland (illustration)
- Anatomy Atlases, Microscopic atlas: Pineal gland
- MedPix: Images of Pineal region
- Ancient Brain Mapping and Origins of the Eye of Horus: Egyptian Study of the Pineal Gland

}-